# Ferdinand Bernabela
Ferdinand Bernabela (* in Kralendijk, Bonaire, Niederländische Antillen) ist ein bonairischer Fußballtrainer. Nach Arturo Charles (2010 bis 2012) und Rudsel Sint Jago (2012 bis 2014) war er von 2014 bis 2015 der dritte Nationaltrainer in der noch jungen Geschichte der bonairischen Fußballnationalmannschaft.

## Karriere
Ferdinand Bernabela wurde in Kralendijk, dem Hauptort der Insel Bonaire, im damaligen niederländischen Überseegebiet Niederländische Antillen geboren. In seinem Heimatort besuchte er die Scholengemeenschap (SGB) Bonaire.
Am 1. Mai 2014 übernahm er das Traineramt des bonairischen Fußballnationalteams, nachdem sein Vorgänger Rudsel Sint Jago von 2012 bis 2014 nur zwei Länderspiele mit Bonaire absolviert hatte. Unter Bernabelas Amtszeit wurde Bonaire ein vollwertiges Mitglied der CONCACAF und der Caribbean Football Union (CUF). Am 1. Juni 2014 absolvierte er sein erstes Länderspiel als Nationaltrainer, als er mit Bonaire in die Qualifikation zur Karibikmeisterschaft 2014 startete. Nach einem 2:1-Erfolg über die Amerikanischen Jungferninseln und einem 0:0-Remis gegen Montserrat schaffte es Bonaire als Sieger der Gruppe 1 in der Vorrunde bis in die darauffolgende erste Qualifikationsrunde, in der die Mannschaft als Dritter der Gruppe 3 (bei fortlaufender Kennzeichnung ab der Vorrunde) von der laufenden Qualifikation ausschied. Nach einer 0:6-Niederlage gegen Martinique gewann Bonaire zwar das darauffolgende Spiel gegen Suriname mit 3:2, verlor daraufhin aber wieder mit 1:4 gegen Barbados. Nachdem es aufgrund der starken Leistung von Curaçao während der Qualifikation zur Karibikmeisterschaft 2014 mehrmals verschoben wurde, führte Bernabela seine Mannschaft durch das Anfang des Jahres 2015 ausgetragene ABCS-Turnier 2015 in Suriname. Das erste Spiel am 30. Januar gegen den Gastgeber verlor Bonaire mit 0:3, das darauffolgende gegen Curaçao mit 1:4. Dies waren bis 2018 zugleich die letzten bekannten Länderspiele Bonaires. Bei Bonaires nächsten beiden Länderspielen in der Qualifikation für die erstmals ausgetragene CONCACAF Nations League im September und Oktober 2018 war Bernabela nicht mehr Trainer, sondern zunächst der Argentinier Emmanuel Cristorí und im zweiten Spiel Robert Winklaar aus Bonaire.